# Pedrinhas
Pedrinhas è un comune del Brasile nello Stato del Sergipe, parte della mesoregione del Leste Sergipano e della microregione di Boquim.
Il censimento del 2023 ha registrato una popolazione di 7 396 abitanti, segnando una significativa diminuzione rispetto ai dati del 2010. Questo rappresenta la maggiore riduzione demografica tra i comuni dello stato di Sergipe. Inoltre, l'economia locale dipende fortemente da risorse esterne, con il 92,18% delle entrate comunali derivanti da queste fonti.